# Maccabi Tel Aviv B.C. 2007-2008
Questa voce raccoglie le informazioni riguardanti il Maccabi Tel Aviv B.C. nelle competizioni ufficiali della stagione 2007-2008.

## Stagione
La stagione 2007-2008 del Maccabi Tel Aviv B.C. è la 54ª nel massimo campionato israeliano di pallacanestro, la Ligat ha'Al.

## Roster
Aggiornato al 27 luglio 2018
| Maccabi Elite Tel Aviv 2007-08 | Maccabi Elite Tel Aviv 2007-08 |
| Giocatori                      | Staff tecnico                  |
| ------------------------------ | ------------------------------ |

| N. | Naz.                                        | Ruolo | Nome              | Anno | Alt.   | Peso   |  |
| -- | ------------------------------------------- | ----- | ----------------- | ---- | ------ | ------ |  |
| 4  | Stati Uniti (bandiera)                      | P     | Will Bynum        | 1983 | 183 cm | 84 kg  |  |
| 5  | Stati Uniti (bandiera)                      | AG    | Marcus Fizer      | 1978 | 206 cm | 119 kg |  |
| 6  | Stati Uniti (bandiera) · Israele (bandiera) | G     | Derrick Sharp (C) | 1971 | 183 cm | 84 kg  |  |
| 7  | Croazia (bandiera)                          | C     | Nikola Vujčić     | 1978 | 211 cm | 108 kg |  |
| 8  | Israele (bandiera)                          | AG    | Lior Eliyahu      | 1985 | 205 cm | 102 kg |  |
| 9  | Stati Uniti (bandiera)                      | AG    | Terence Morris    | 1979 | 207 cm | 100 kg |  |
| 10 | Israele (bandiera)                          | G     | Tal Burstein      | 1980 | 198 cm | 95 kg  |  |
| 11 | Israele (bandiera)                          | AP    | Omri Casspi       | 1988 | 204 cm | 102 kg |  |
| 12 | Brasile (bandiera)                          | PG    | Alex Garcia       | 1980 | 191 cm | 95 kg  |  |
| 13 | Stati Uniti (bandiera) · Israele (bandiera) | AP    | David Bluthenthal | 1980 | 201 cm | 105 kg |  |
| 14 | Stati Uniti (bandiera)                      | P     | Vonteego Cummings | 1976 | 191 cm | 84 kg  |  |
| 15 | Uruguay (bandiera)                          | C     | Esteban Batista   | 1983 | 208 cm | 120 kg |  |
| 16 | Israele (bandiera)                          | G     | Regev Fanan       | 1981 | 183 cm |        |  |
| 21 | Israele (bandiera)                          | G     | Yotam Halperin    | 1984 | 193 cm | 90 kg  |  |

| Allenatore                                                                                |
| - Oded Kattash (fino al 1º gennaio) - Zvi Sherf (dal 1º gennaio)                          |
| Assistente/i                                                                              |
| - Oren Amiel - Avi Even - Guy Goodes Legenda - (C) Capitano - (IN) Inattivo - Infortunato |

## Mercato

### Sessione estiva
| Acquisti | Acquisti          | Acquisti          | Acquisti      | Acquisti |
| R.       | Nome              | da                | Modalità      |          |
| -------- | ----------------- | ----------------- | ------------- | -------- |
| AG       | Marcus Fizer      | Cap. de Arecibo   | definitivo    |          |
| PG       | Alex Garcia       | Universo Brasilia | definitivo    |          |
| AP       | Terence Morris    | H. Gerusalemme    | definitivo    |          |
| AP       | David Bluthenthal | Fortitudo Bologna | definitivo    |          |
| AP       | Omri Casspi       | Hap. Galil Elyon  | fine prestito |          |
| C        | Esteban Batista   | Boston Celtics    | definitivo    |          |
| P        | Vonteego Cummings | Partizan          | definitivo    |          |

| Cessioni | Cessioni       | Cessioni        | Cessioni       | Cessioni |
| R.       | Nome           | a               | Modalità       |          |
| -------- | -------------- | --------------- | -------------- | -------- |
| AG       | Noel Felix     | Anaheim Arsenal | rescissione    |          |
| AG       | Jamie Arnold   | H. Gerusalemme  | fine contratto |          |
| P        | Goran Jeretin  | Alba Berlino    | fine contratto |          |
| AP       | Sharon Shason  | H. Gerusalemme  | fine contratto |          |
| C        | Yaniv Green    | VVS Samara      | fine contratto |          |
| AP       | Simas Jasaitis | Saski Baskonia  | fine contratto |          |